# Malachit
Malachit je uhličitan mědi s OH skupinou. Malachit má zpravidla zelenou barvu, která se může pohybovat v odstínech od světle zelené až po černozelenou. Je neprůhledný. Nejčastěji se vyskytuje v podobě práškovitých, zemitých, vrstevnatých, ledvinitých a krápníkovitých agregátů. Příležitostně také ve formě malých sloupcovitých a jehlicovitých krystalů. Jeho výskyt je vázán na oblasti výskytů sulfidů mědi, např. chalkopyrit, jejichž přeměnou vzniká.

## Historie

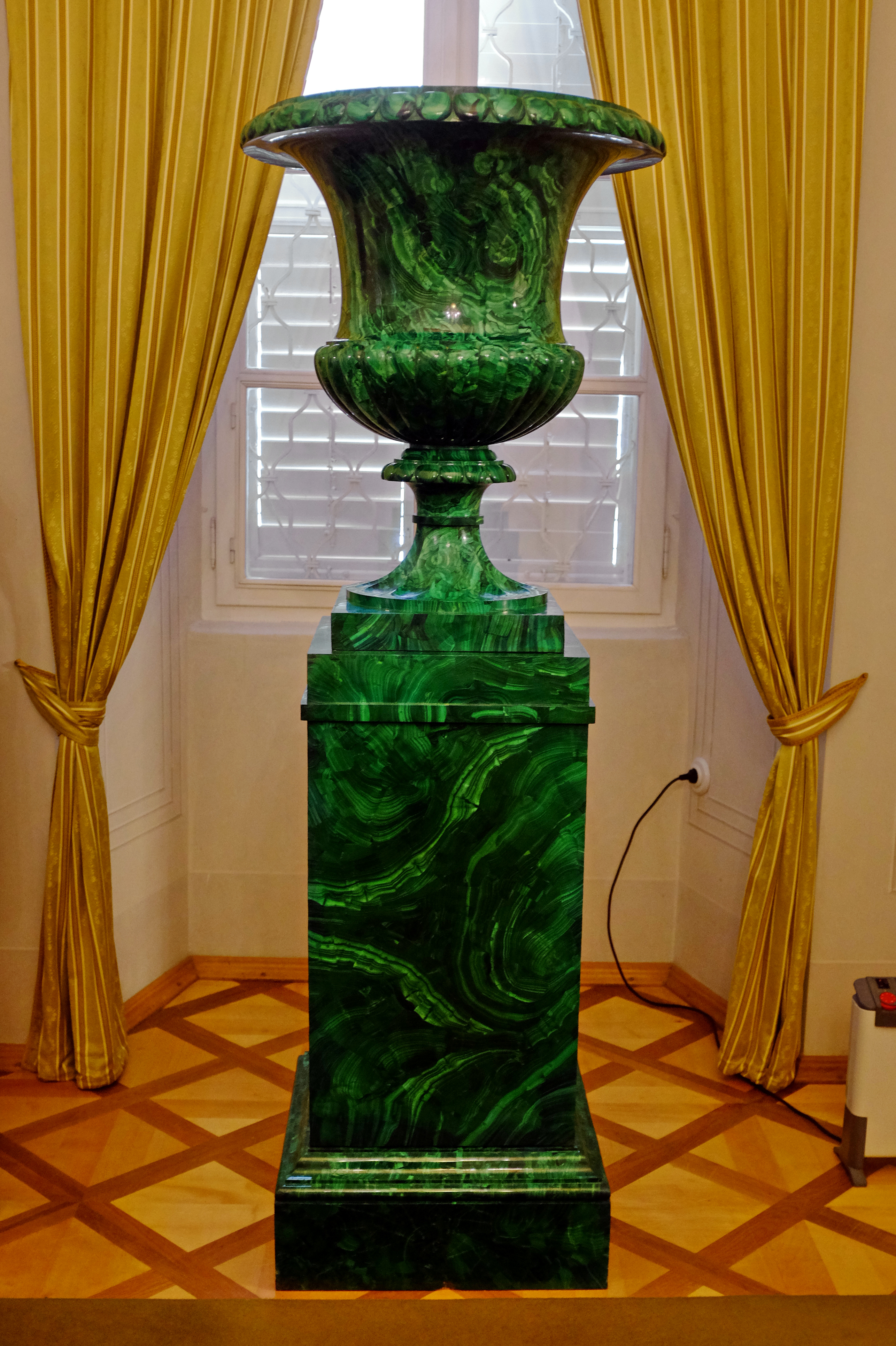
Ruská malachitová váza na zámku Kynžvart

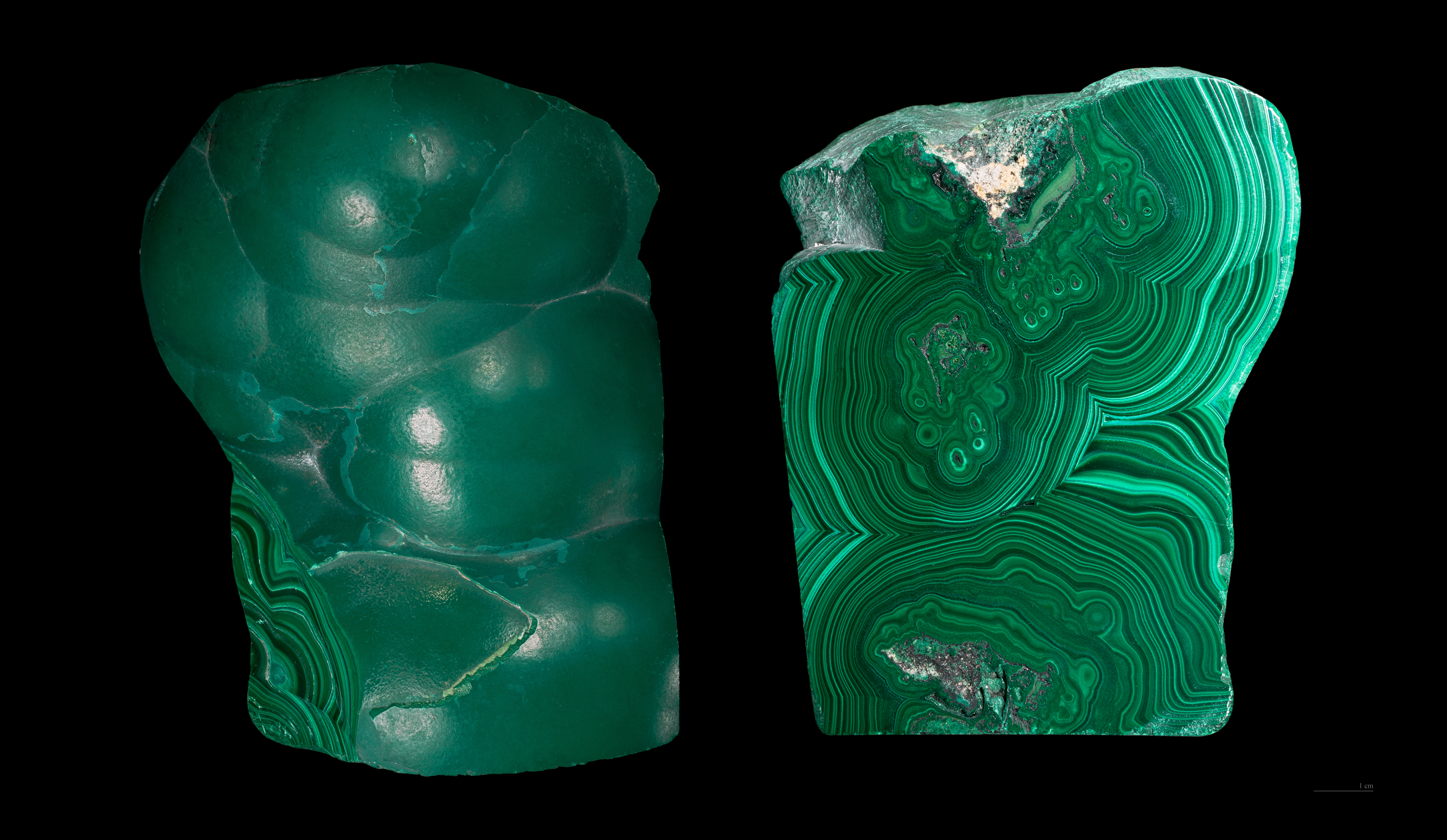
Opracovaný leštěný malachit

Dekorativní kámen: Malachit se objevoval již ve starověkém Egyptě, kde se využíval k řezbě sošek, amuletů a kamejí. Také Řekové a Římané jej znali a užívali hojně ve šperku. Dále mletý malachit sloužil jako líčidlo s údajnými ochrannými účinky, také při nemocech očí. V lékařství se až do 18. století užíval pro údajné podpůrné účinky při růstu dětí a pro utišení bolesti. Byzantský císař Justinián dal malachitové sloupy použít v interiéru chrámu Hagia Sofia v Konstantinopoli.  V roce 1635 byla objevena bohatá ložiska malachitu na Urale a v průběhu 18. století se malachitové nádoby, desky stolů a inkrustace kabinetů staly typicky ruskými produkty glyptiky a marketérie. Nejvýznamnější sbírku shromáždil rusky car Petr I. Veliký v Zimním paláci v Petrohradu. Populární malachitové kameje se objevily v období klasicismu v Itálii i ve Francii. 
Technické využití: Malachit byl od starověku používán také jako minerální pigment v zelených barvách. Sloužil jako barvivo k malbě, býval označován jako méně výrazná ruda mědi. 
Je velmi citlivý na kyseliny a kolísání v barvě. V 19. století v oblastech s vyšší akumulací byl využíván jako méně významná ruda mědi, jelikož obsahuje až 55 %  až 57,4 % mědi. Nacházen byl na většině mědnatých ložisek, dříve byl nazýván skalní zeleň.
Název minerálu pochází z řeckého slova malache označující sléz a sytě zelenou barvu.

## Vznik
Tvoří se v alteračních a oxidačních oblastech ložisek měděných rud, často se sekundárními minerály včetně azuritu, kde vzniká přímo z roztoků. Zjednodušeně se dá říci, že malachit vzniká na místech, kde dochází ke zvětrávání rud mědi a z jistého pohledu tak vzniká i na měděných střechách při jejich zvětrávání. Často se tak vyskytuje jako povlak na jiných horninách a minerálech, ale může tvořit také krápníky.

## Vlastnosti
- Fyzikální vlastnosti: Tvrdost 3,5–4, krápníkovitý, vláknitý, kulovitý, jehličkovitý, hustota 3,9 g/cm³, štěpnost dokonalá podle {201} a dobrá podle {010}, lom – nepravidelný až lasturnatý.
- Optické vlastnosti: Barvu má velmi zelenou až tmavě zelenou, vryp světle zelený, lesk skelný, matný, v některých případech hedvábný.
- Chemické vlastnosti: Složení: Cu 57,48 %, C 5,43 %, H 0,91 %, O 36,18 %, šumí v HCl.

## Výskyt
- Česko
  - Příbram[5]
  - Podkrkonoší[5] – vyskytuje se v permských sedimentech, kde tvoří nesouvislé horizonty.
  - Měděnec a vrch Mědník
- svět – Rusko (Ural), Demokratická republika Kongo,[2] Namibie, Mexiko, Wales, ve Spojených státech obzvláště v Arizoně

## Parageneze
V časté asociaci s azuritem, atacamitem, aurichalcitem, brochantitem, kalcitem, chalcedonem, chryzokolem, kupritem, limonitem, tenoritem a wadem

## Využití
Malachit se od starověku až dodnes využívá pro dekorativní účely a jako šperkařský kámen. Dříve se rozemletý malachit používal i jako líčidlo.. Ve špercích z Turecka a Ruska bývá využíván efekt spojení malachitu s tyrkysem. 